# 帕保绍洛蒙
帕保绍洛蒙，是匈牙利维斯普雷姆州所辖的一个村，总面积13.96平方公里，总人口333，人口密度23.9人/平方公里（2010年1月1日）。